# Eat Static
Eat Static è un progetto di musica elettronica formato nel 1989 da Merv Pepler e Joie Hinton a Frome, Somerset, Inghilterra. Hinton ha lasciato la band nel febbraio del 2008, dopo 18 anni, per dedicare più tempo alla sua
famiglia.

## Storia
Merv Pepler e Joie Hinton erano entrambi parte, il primo come batterista ed il secondo come tastierista, degli Ozric Tentacles, una band di space rock psichedelico proveniente dal Somerset. Nonostante gli Ozric Tentacles includessero elementi di musica electronica nei loro brani, Pepler e Hinton erano maggiormente orientati verso il musica da rave e la dance.
Nel 1988 i due collaborarono ad un progetto sotto il nome di Wooden Baby, nel quale vi erano già presenti accenni alle prime sonorità della musica rave e techno, così come di numerosi altri stili musicali. 
Nel 1990 il progetto trovò la sua naturale evoluzione negli Eat Static. 
Come Pepler spiegava qualche tempo dopo la creazione del progetto: 
"Ci trovavamo a suonare con gli Ozric Tentacles uno stile di musica di grande impatto tecnico, strambo e con tempi pazzeschi, ed eravamo veramente presi nel suonarlo, e gli Eat Static, nati come un qualsiasi esperimento musicale, furono una buona scusa per allontanarci da quella austerità, mettere i synths da parte, ed essere il più incoscienti possibile!"  
Il duo ha suonato in tour in parallelo con gli Ozric Tentacles per diversi anni fino al 1994, quando hanno lasciato la band per dedicarsi unicamente agli Eat Static. 
A Pepler e Hinton si aggiunge spesso nelle incisioni in studio il terzo membro Steve Everitt.
Pepler ha partecipato all'album The Floor's Too Far Away degli Ozric Tentacles nel 2006, suonando le percussioni nel brano "Armchair Journey".
Il loro primo album, Abduction, ha fatto immediatamente notare la loro ossessione per la vita extraterrestre e gli UFO, il quale è un motivo ricorrente nella loro musica, nei titoli dei brani, degli albums e delle copertine. Il nome della band è tratto da un brano (come appare sulla traccia "Eat Static") preso da Star Trek II: L'ira di Khan.
Il 6 febbraio 2008, Pepler ha annunciato sul website degli Eat Static che Hinton avrebbe lasciato la band, in quanto 
"ne ha avuto abbastanza di viaggiare in continuazione rimanendo lontano da casa e dalla famiglia".  Comunque Pepler ha dichiarato che continuerà a suonare e produrre musica sotto il nome di Eat Static, continuando il lavoro della band attraverso un progetto solista.  Ha anche accennato che ci potrebbero essere delle collaborazioni con altri musicisti in futuro.

## Stile musicale
Sebbene molto spesso associati con il genere della trance psichedelica, in realtà la musica della band abbraccia la dance music in quasi tutte le sue forme, incluse la trance, la techno, il genere gabber, la drum and bass e la breakbeat.
   
In quanto grandi sperimentatori attraverso i generi, gli Eat Static vengono paragonati alle altre band difficili da categorizzare della scena rave britannica, come The Prodigy, Underworld, Orbital, Aphex Twin e Leftfield. 
Gli elementi puramente elettronici vengono di frequente mescolati con elementi di Latin, world music e jazz, che contribuiscono a dare al sound della band il suo distintivo senso del humour, insieme a parti vocali prese da film di serie B e televisione, spesso inserite nei loro brani.    
 
Nonostante quanto detto, gli Eat Static sono spesso annoverati come sperimentatori della dance music per l'uso frequente di tempi diversi dall'usuale 4/4.